# Cartodere oeceticola
Cartodere oeceticola là một loài bọ cánh cứng trong họ Latridiidae. Loài này được Brethes miêu tả khoa học năm 1922.